# 오쿠나가 마코토
오쿠나가 마코토(일본어: 奥仲麻琴, 1993년 11월 18일 ~)는 일본 여성 아이돌 그룹인 파스포☆의 전 멤버이다. 사이타마현 출신이다. 애칭은 마콧쨩 이라고 부른다.

## 경력
- 2015년 1월 1일 파스포☆를 졸업하였다.

## 프로필
- 생년월일: 1993년 11월 10일
- 출신지: 사이타마현
- 가족관계: 아버지, 어머니